# 朝鮮郵政公社
朝鮮郵政公社（ちょうせんゆうせいこうしゃ、チョソングル: 조선의 체신체계; MR: Chosŏnŭi ch'e*sinch'ekye）は、朝鮮民主主義人民共和国の逓信省が管轄する政府機関である。
主に郵便、電報、テレビ放送、新聞などの北朝鮮国内の情報通信サービスを総括監督している。

## 歴史

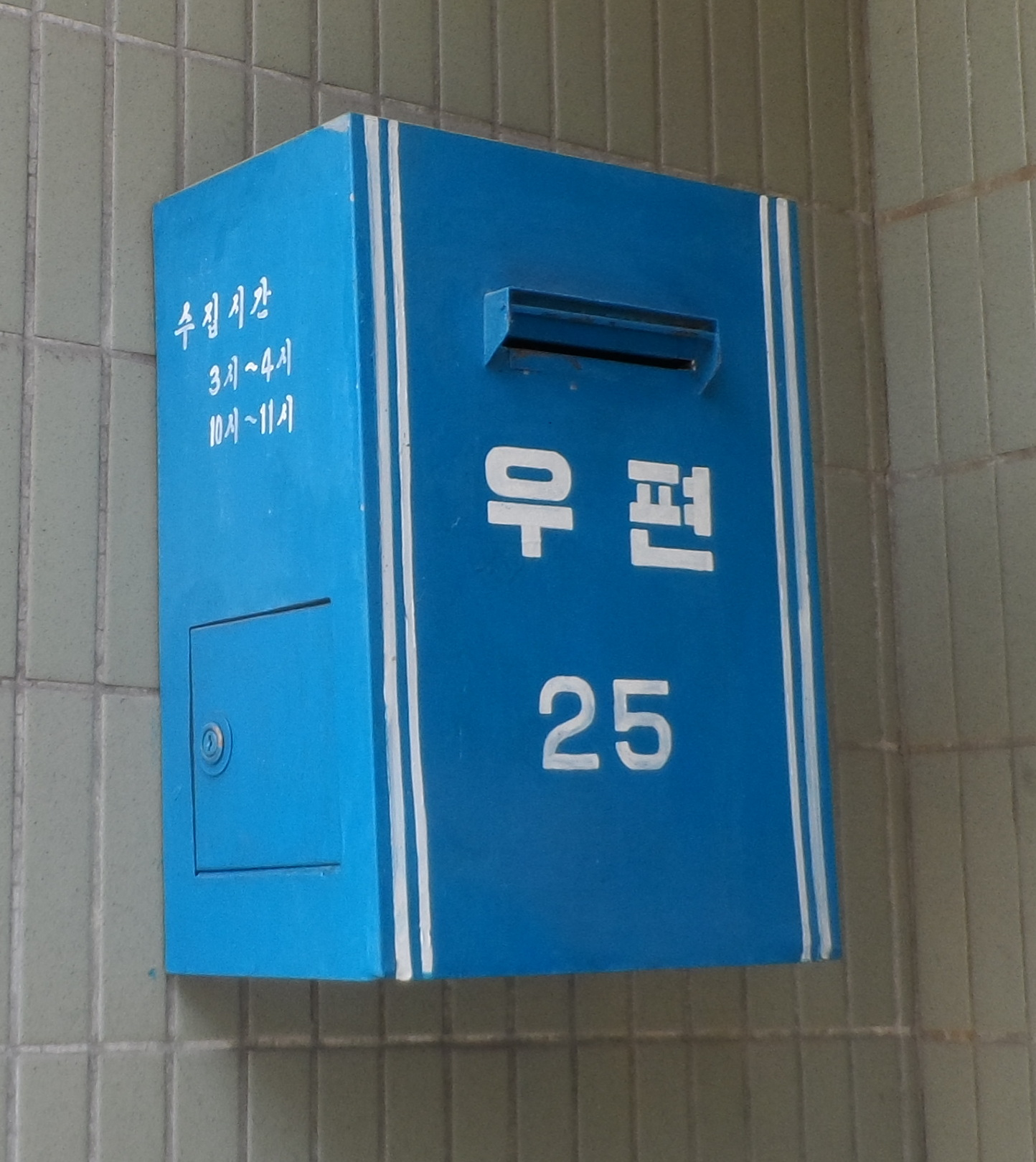
平壌直轄市の郵便箱

北朝鮮の郵便局に関する情報を入手することは、情勢的な理由が相まって非常に困難である。情報元として用いられる多くは脱北者の話、国際事業活動、及び数少ない北朝鮮を研究する研究機関、研究者などから得られる。
1990年代以前は、電報サービスは1週間以内に届けることができており、政府機関では確実に配達するために自転車が用いられていた。しかしこの直後に飢饉が襲い、食料、電気、燃料が不足し、郵便配達業務にも影響がでた。北朝鮮の北部から100キロメートルほど離れた平壌に郵便物を送り届けるのに1ヶ月以上かかる事もあった。ある噂では、燃料不足を補うために、郵便物が燃やされたという話もある。
1993年には光ファイバーを用いた電話サービスが開始したため、電報や郵便への依存度は低下した。

## 郵便サービス
北朝鮮国内の各地区（里）には郵便局があり、ここで発送する手紙、小包、電報などを受け付けている。国家保衛省の職員も駐在しており、郵便物の検査や、住民の監視業務を行っている。